# Anger (Berchtesgadener Land)
Anger es un municipio situado en el distrito de Comarca de Berchtesgaden, en el estado federado de Baviera (Alemania). Tiene una población estimada, a fines de 2021, de 4534 habitantes.
Está ubicado al sureste del estado, en la región de Alta Baviera, cerca de la frontera con Austria.